# Sven Hannawald
Sven Hannawald, ursprungligen Pöhler, född 9 november 1974 i Erlabrunn i dåvarande Östtyskland, är en tysk tidigare backhoppare och fotbollsspelare. Han representerade SC Hinterzarten i backhoppning och TSV Burgau i fotboll. Hannawald är den första som har vunnit alla fyra deltävlingarna i tysk-österrikiska backhopparveckan i samma säsong.

## Uppväxt
Sven Hannawald föddes och växte upp i DDR, i Johanngeorgenstadt i Sachsen. Han började vintersporta som sjuåring och till en början tävlade han i både nordisk kombination och backhoppning. Det stod redan då klart att hans talang låg i backhoppningen. Han kännetecknades redan då som en fightertyp som strängt och målmedvetet uppnådde sina mål. Som 12-årig idrottare sändes han till en specialskola för unga idrottare i Klingenthal.

## Karriär
Sven Hannawald firade sina första framgångar 1987, då han vann backhoppningen vid Kinder- und Jugendspartakiade arrangerad av Kinder- und Jugendsportschulen (KJS) (svenska: Barn- och ungdomssportskolor) i Oberwiesenthal. Han blev även skolmästare i backhoppning i DDR. Han vann två backhoppningstävlingar men tog även medalj i den nordiska kombinationen. 
1992 firade Hannawald sina första internationella framgångar då han blev trea vid junior-VM i Vuokatti i Finland. Hannawald hade tillsammans med sin familj nu flyttat till Jettingen-Scheppach nära Ulm. Hannawald överfördes till Furtwangen internatskola där han studerade elektronik.

### Världscupen
Sven Hannawald debuterade i Världscupen 6 december 1992 i Falun i Sverige. Han blev nummer 50 i stora backen. Hannawald har 10 säsonger i världscupen. Han har inte vunnit sammanlagt men har 6 gånger kommit bland de tio bästa. Säsongerna 2001/2002 och 2002/2003 blev han nummer 2 sammanlagt, båda gångerna efter Adam Małysz från Polen. Sven Hannawald har tillsammans 18 segrar i deltävlingar i världscupen. Första delsegern kom 6 januari 1998 i Bischofshofen och han vann sin sista seger i världscupen 8 februari 2003.

### Tysk-österrikiska backhopparveckan
Hannawalds första hela säsong i tysk-österrikiska backhopparveckan var säsongen 1996/1997. Han kom inte bland de tio bästa sammanlagt eller i någon deltävling. Hans bästa placering var i Oberstdorf där han blev nummer 12. Nästa säsong i backhopparveckan (1997/1998) gick bättre för Hannawald. Han vann sin första delseger, i Bischofshofen och blev nummer 2 sammanlagt, efter Kazuyoshi Funaki från Japan. Säsongen 1998/1999 blev mindre lyckad för Hannawald. Han blev nummer 12 sammanlagt. Bästa enskilda resultat var fjärdeplatsen i Garmisch-Partenkirchen. Säsongen 1999/2000 fick han tre fjärdeplatser och en sjundeplats i deltävlingarna och en fjärdeplats sammanlagt. Säsongen 2000/2001 fick han åter en fjärdeplats sammanlagt, men säsongen 2001/2002 vann Sven Hannawald samtliga deltävlingar i backhopparveckan, och därmed hela backhopparveckan totalt. 
Sven Hannawald öppnade backhopparveckan 2002/2003 med seger i Oberstdorf. Sammanlagt blev han tvåa efter Janne Ahonen. Sista säsongen i backhopparveckan lyckades inte för Hannawald. Han blev nummer 12 totalt.

### Världsmästerskap
Hannawald debuterade i Skid-VM 1999 som ägde rum i Ramsau am Dachstein i Österrike. Han lyckades vinna en silvermedalj i stora backen (1,7 poäng efter landsmannen Martin Schmitt). I normalbacken blev Hannawald nummer 8, men i lagtävlingen blev han världsmästare, tillsammans med Christof Duffner, Dieter Thoma och Martin Schmitt, i en spännande kamp mot japanska laget som kom 1,9 poäng efter tyskarna. VM 2001 i Lahtis blev Hannawald åter världsmästare i laghoppning. Det tävlades i två backar i laghoppet, normalbacken och stora backen där tyskarna vann före Finland. I normalbacken tog tyskarna bronset i lagtävlingen efter Österrike och Finland. I individuelle tävlingarna blev Hannawald nummer 6 (stora backen) och nummer 36 (normalbacken).
I Hannawalds sista VM-tävling, i Val di Fiemme 2003 blev det ingen placering på prispallen. Som bäst blev han nummer fyra i lagtävlingen. Finland vann laghoppet före Japan og Norge.

### Olympiska spelen
Sven Hannawald tävlade i olympiska spelen första gången 1998 i Nagano. Han blev nummer 14 i normalbacken och nummer 48 i stora backen. I lagtävlingen blev Sven Hannawald, Martin Schmitt, Hansjörg Jäkle och Dieter Thoma silvermedaljörer. Japanska laget vann med stor marginal (35,6 poäng). Under OS 2002 i Salt Lake City vann Hannawald en silvermedalj i normalbacken, bara 1,5 poang efter dubbla OS-mästaren Simon Ammann från Schweiz. I stora backen blev han nummer fyra, 0,7 poäng från prispallen. I lagtävlingen stod han dock på toppen av pallen tillsammans med Stephan Hocke, Michael Uhrmann och Martin Schmitt som vann guldet med minsta möjliga marginal (0,1 poäng) före Finland.

### Världsmästerskap i skidflygning
Hannawald har startat i 4 VM i skidflygning. I första VM 1998 i Oberstdorf tog Hannawald en silvermedalj efter japanen Kazuyoshi Funaki. I VM i Vikersundbacken 2000 vann han guldet, före österrikaren Andreas Widhölzl. Han vann en ny guldmedalj i VM i skidflygning i Harrachov 2002. Han var den första backhopparen i historien som lyckades försvara sin VM-titel i skidflygning. I VM i Planica 2004, blev han nummer 17 i den individuella tävlingen. För första gången arrangerades också en lagtävling i skidflygnings-VM. Tyska laget blev nummer 4. (Norge vann före Finland och Österrike.)

### Andra tävlingar
Sven Hannawald har tre guldmedaljer från tyska mästerskap (1998, 1999 och 2000) och en silvermedalj 2003). Han vann Sommar-Grand-Prix sammanlagt 1999 och Nordiska turneringen (engelska: Nordic Tournament) 2000. I världscupen i skidflygning vann han sammanlagt säsongerna 1997/1998 och 1999/2000.

### Karriären dalar

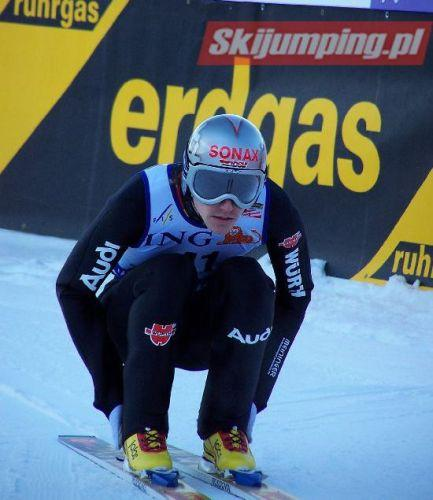
Sven Hannawald (2004)

Under senare år av karriären gick det sämre för Hannawald. Säsongerna 2002-2003 och 2003-2004 blev utan större framgångar, och den senare avslutade Hannawald i förtid. Han gick ner i vikt. Nya regler infördes samtidigt för att råda bot på backhoppningens problem med anorexi. 29 april 2004 meddelades att Hannawald led av utbrändhet och att han lagts in för behandling. Han kom sedermera tillbaka till offentligheten. Han avslutade sin karriär i augusti 2005, då han inte längre kände motivationen att vara med på elitnivå. Han har senare varit verksam som expertkommentator i TV-kanalen ZDF (Zweites Deutsches Fernsehen) bredvid Jens Weissflog. Hannawald sysslar också med motorsport.

## Utmärkelser
- Hannawald fick 2002 ta emot priset som årets idrottare i Tyskland - Sportler des Jahres.
- 2002 mottog Hannawald Goldene Feder, ett pris som uttdelas av förlaget Bauer Media Group.